# Carrier Strike Group 11
Le Carrier Strike Group Eleven, abrégé CSG-11 ou CARSTRKGRU 11, est l'un des 6 groupes aéronavals de l'U.S. Navy affecté à la Flotte du Pacifique. Initialement basé à San Diego, il a rejoint la base aéronavale de North Island en 2010. Il est rattaché administrativement à la 3e Flotte (pacifique Est)  et ses déploiements opérationnels se font au profit de la 7e flotte (pacifique Ouest) et de la 5e flotte (Golfe Arabo-Persique et océan Indien). La désignation de Carrier Strike Group date de 2004.

## Composition du CSG-11

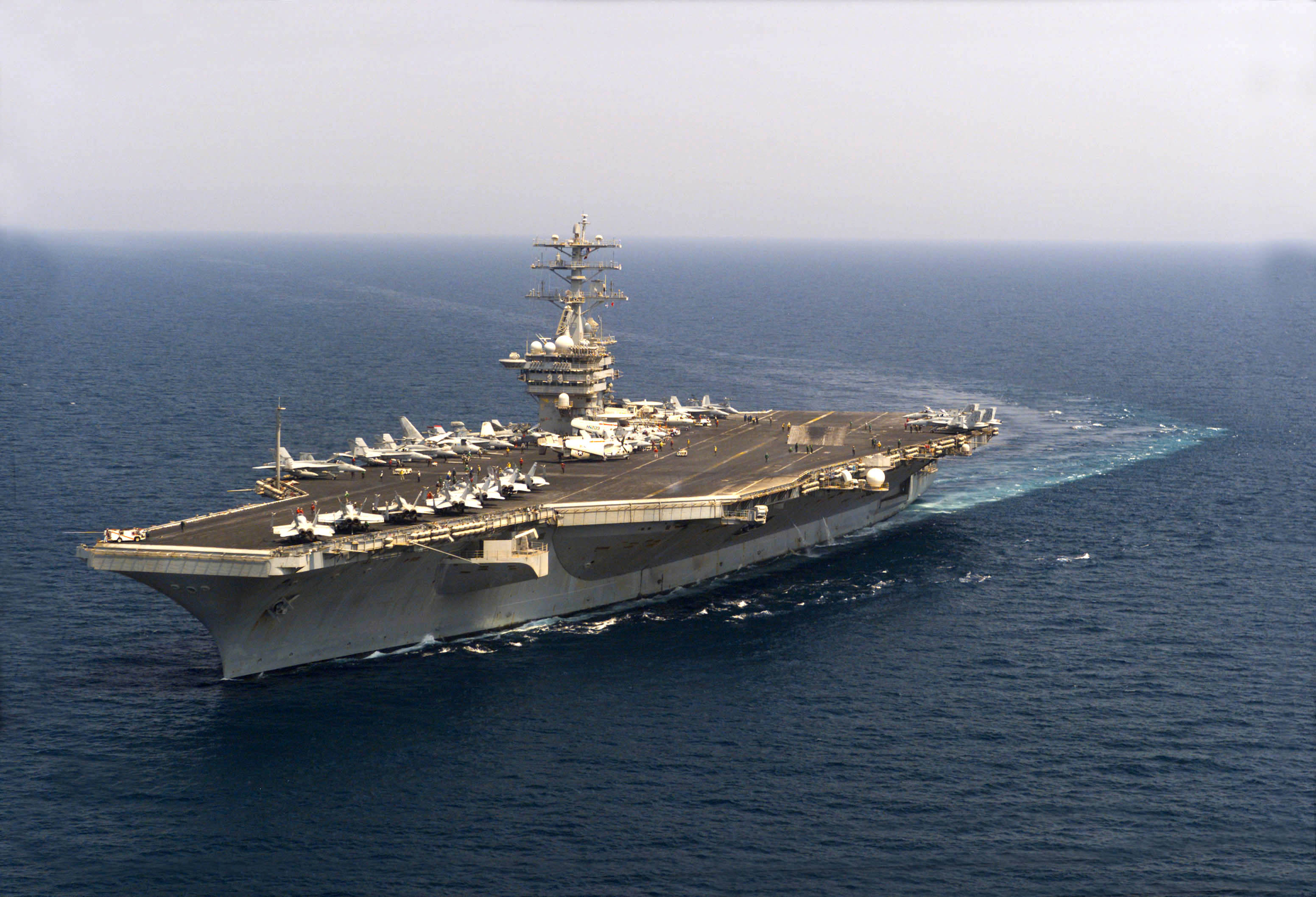
USS Nimitz.

### 2005
Déploiement du 7 mai 2005 au 8 novembre 2005:
- USS Nimitz (CVN-68), navire-amiral
- Carrier Air Wing Eleven (CVW-11)
- USS Princeton (CG-59)
- USS Higgins (DDG-76)
- USS Chafee (DDG-90)
- USNS Bridge (T-AOE 10)
- USS Louisville (SSN-724)

### 2007

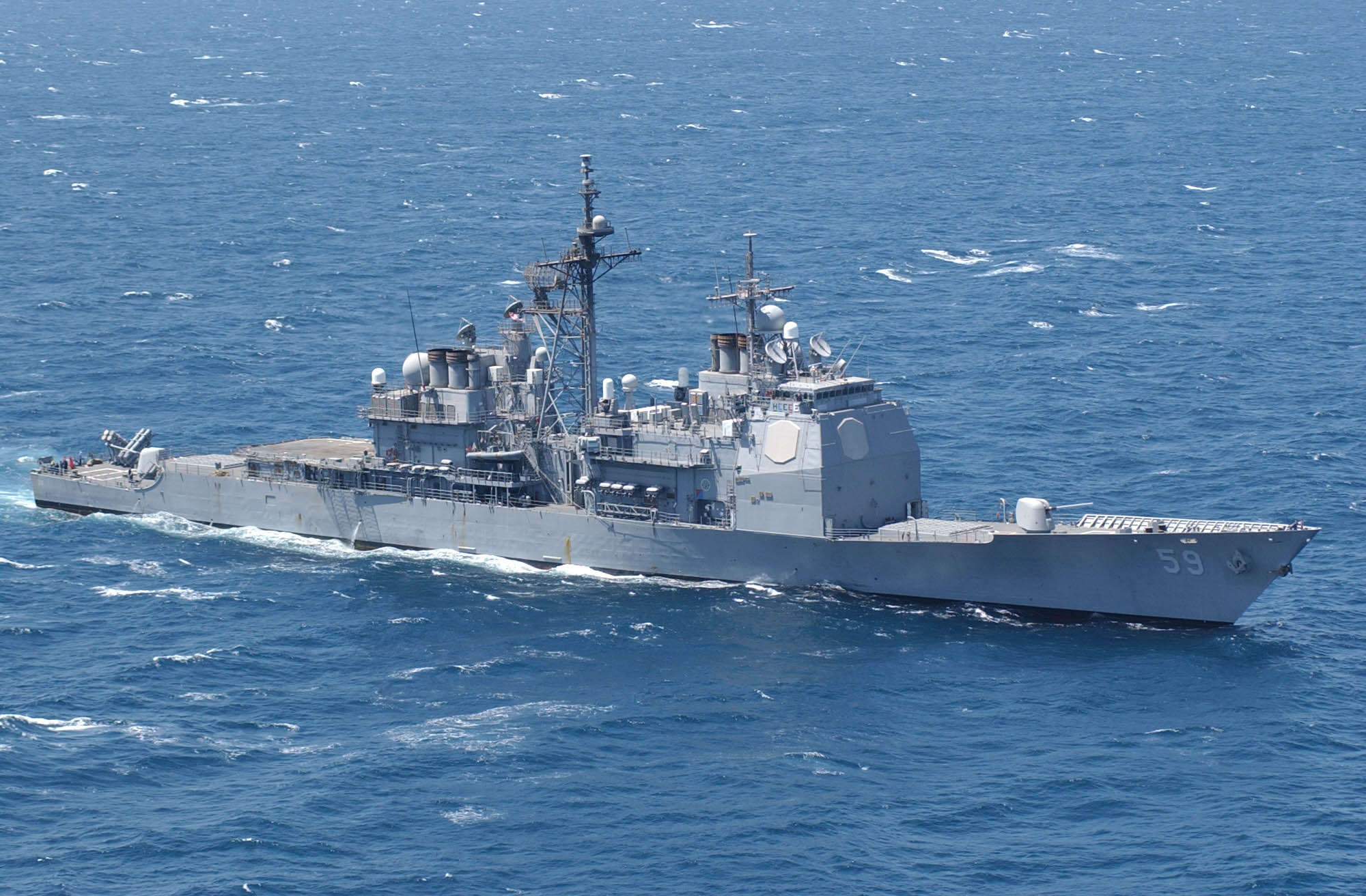
USS Princeton.

Déploiement du 2 avril 2007 au 30 septembre 2007:
- USS Nimitz (CVN-68), navire-amiral
- Carrier Air Wing Eleven (CVW-11)
- USS Princeton (CG-59)
- USS Higgins (DDG-76)
- USS Chafee (DDG-90)
- USS John Paul Jones (DDG-53)
- USS Pinckney (DDG-91)

### 2008

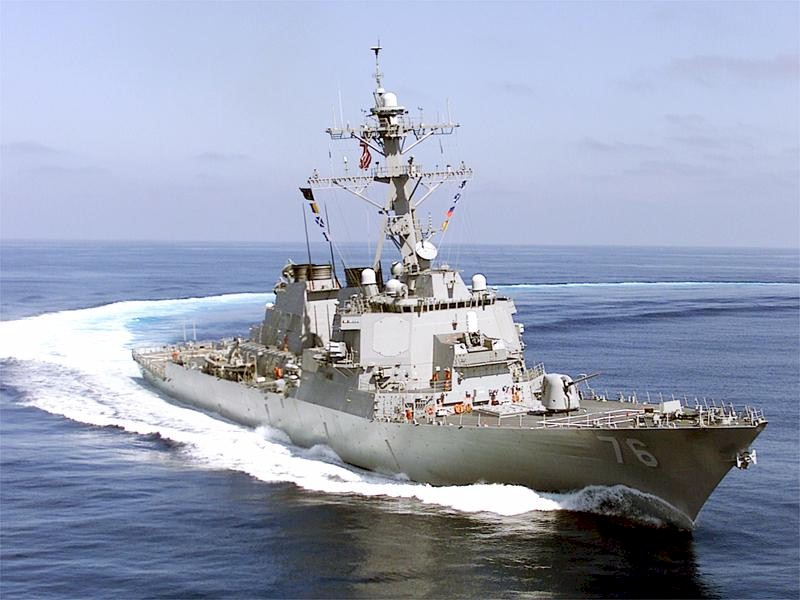
USS Higgins.

Déploiement du 24 janvier 2008 au 2 juin 2008:
- USS Nimitz (CVN-68), navire-amiral
- Carrier Air Wing Eleven (CVW-11)
- USS Princeton (CG-59)
- USS Higgins (DDG-76)
- USS Chafee (DDG-90)
- USS John Paul Jones (DDG-53)
- USS Pinckney (DDG-91)

### 2009

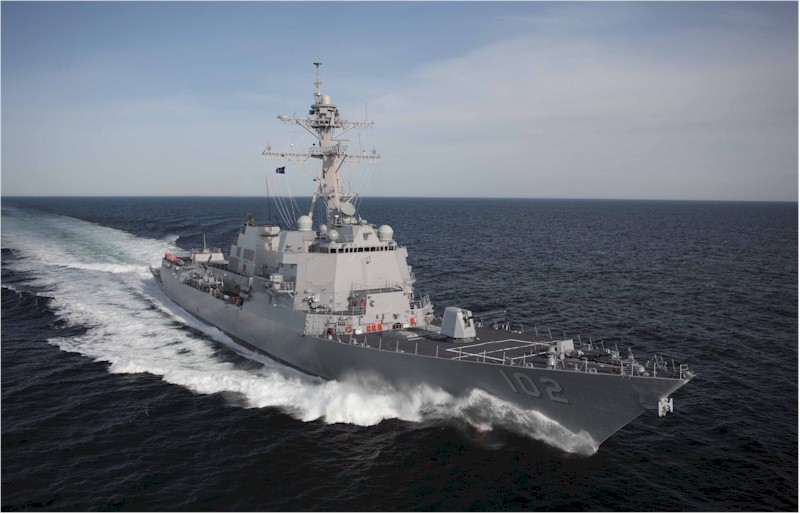
USS Sampson (DDG-102).

Déploiement du 31 juillet 2009 au 26 mars 2010,:
- USS Nimitz (CVN-68), navire-amiral
- Carrier Air Wing Eleven (CVW-11)
- USS Chosin (CG-65)
- USS Sampson (DDG-102)
- USS Pinckney (DDG-91)
- USS Rentz (FFG-46)
- USNS Bridge (T-AOE-10)

### 2011
- USS Nimitz (CVN-68), navire-amiral
- Carrier Air Wing Eleven (CVW-11)
- USS Princeton (CG-59)
- Destroyer Squadron 23:
  - USS Sampson (DDG-102)
  - USS Pinckney (DDG-91)
  - USS Higgins (DDG-76)
  - USS John Paul Jones (DDG-53)
  - USS Vandegrift (FFG-48)
  - USS Curts (FFG-38)